# Nathan Wang
Nathan T. Wang (Los Angeles, 8 agosto 1956) è un compositore e direttore d'orchestra statunitense.

## Biografia
Nathan T. Wang si laureò al Pomona College e ricevette un'Ambassadorial Scholaship all'Università di Oxford.

## Carriera
Wang compose la colonna sonora del documentario The Lost Children of Berlin, con la quale vinse il CableACE Award, e la colonna sonora del film One Six Right.
Egli è, inoltre, il maestro d'orchestra della  The Beijing DeTao Masters Academy, una scuola di musica sita a Shangai.

## Filmografia

### Cinema
- Hanging Heart, regia di Jimmy Lee (1983)
- Che fatica ragazzi! (Screwball Hotel), regia di Rafal Zielinski (1988)
- Spellcaster, regia di Rafal Zielinski (1988)
- Ah Fung, regia di Jacqueline Ming-Fung Cheng - cortometraggio (1989)
- The Kiss, regia di Philip Kan Gotanda - cortometraggio (1993)
- Per cause naturali (Natural Causes), regia di James Becket (1994)
- Black Belt Angels, regia di Chi Kim (1994)
- Terremoto nel Bronx (Hung fan kui), regia di Stanley Tong (1995)
- First Strike (Ging chaat goo si 4: Gaan dan yam mo), regia di Stanley Tong (1996)
- Bruno the Kid: The Animated Movie (1996)
- The Magic Pearl, regia di Bob Curtis e Vincent Davis (1997)
- The White Fox, regia di Elizabeth Sung - cortometraggio (1997)
- Senza nome e senza regole (Ngo si seoi), regia di Benny Chan e Jackie Chan (1998)
- Brotherhood of Blades (2014)
- Farmland (2014)
- Sleeping Dogs (2012)
- Sophie's Revenge (2009)
- The Legend of Pancho Barnes and the Happy Bottom Riding Club (2009)
- How to Make Love to a Woman, regia di Scott Culver (2009)
- Wendy Wu: Homecoming Warrior 2 (2009)
- Van Wilder: Freshman Year (2009)
- War Dogs of the Pacific (2009)
- Inspire Me: Weightless Flights of Discovery (2009)
- It's All About the Benjamins (2009)
- The Age of Believing: The Disney Live Action Classics (2008)
- Nuptials of the Dead (2008)
- Jack N Jill (2008)
- Labou (2008)
- The Final Season (2007)
- The Game Plan (2007)
- Tina Bobina (2007)
- Flight of the Living Dead (2007)
- Highlander: Vendetta immortale (2007)
- Everest E.R. (2006)
- The World According to Sesame Street (2006)
- Ten Days That Unexpectedly Changed America: Massacre at Mystic (2006) (TV)
- She's the Man (2006)
- Tom & Jerry: Fast & Furry (2005)
- Enter the Dragonfly (2005)
- San wa (2005)
- A Really Big Problem (2005)
- One Six Right (2005)
- Come as You Are (2005)
- The American Experience (1 episodio, 2005)
- The Great Transatlantic Cable (2005)
- Reefer Madness: The Movie Musical (2005)
- Perceptions (2005)
- The Four Chaplains: Sacrifice at Sea (2004)
- A Remarkable Promise (2004)
- Voices from the List (2004)
- Burma Bridge Busters (2003)
- Charlie's War (2003)
- Red Trousers: The Life of the Hong Kong Stuntmen (2003)
- American Party - Due gambe da sballo (Who's Your Daddy?), regia di Andy Fickman (2004)
- Price for Peace (2002)
- The Black Magic (2002)
- A Salute to Robert Altman, an American Maverick (2002)
- American Family (2002)
- Vacuums (2002)
- Shoot! (2001)
- Nine Dog Christmas (2001)
- Forbidden City (2001)
- China Strike Force
- That's Life (2 episodi, 2000)
- The Screw-Up (2000)
- Pilot (2000)
- Rock, Paper, Scissors (2000)
- Grandma Got Run Over by a Reindeer (2000)
- Brightness (2000)
- NetAid (1999)
- Sabrina (1999)
- The Brothers Flub (1999)
- Storm (1999)
- Gen-X Cops (2000)
- Clowns (1999)
- The Water Ghost (1998)
- Fat Dog Mendoza (1998)
- Moses: Egypt's Great Prince (1998)
- Toonsylvania (1998)
- The Secret of Mulan (1998)
- The Lost Children of Berlin (1997)
- The Secret of Anastasia (1997)
- Bruno the Kid (1996)
- Tales from the Crypt (1 episodio, 1996)
- The Third Pig (1996)
- Siegfried & Roy: Masters of the Impossible (1996)
- The Twisted Adventures of Felix the Cat (1995)
- The Shnookums and Meat Funny Cartoon Show (1993)
- Nick and Noel (1993)
- Animated Classic Showcase (1993)
- Return to Zork (1993)
- Eek! the Cat (1992)
- Bill & Ted's Excellent Adventures (1992)
- China Beach (2 episodes, 1990)
- A Rumor of Peace (1990)
- Holly's Choice (1990)
- Encyclopedia Brown (1989)
- Screwball Hotel (1988)
- Boogie Shoes (1999)
- Boy Meets Bike (1999)
- Extreme Harvey (1999)
- Feats of Clay (1999)
- Gli ultimi giorni (The Last Days) (1998)
- Flesh Gordon Meets the Cosmic Cheerleaders (1989)
- Never Say Never, regia di  Wang Baoqiang (2023)

### Televisione
- Wendy Wu: Guerriera alle prime armi (Wendy Wu: Homecoming Warrior), regia di John Laing – film TV (2006)
- Johnny Kapahala - Cavalcando l'onda (Johnny Kapahala: Back on Board) – film TV, regia di Eric Bross (2007)
- Valentine – serie TV, 12 episodi (2008)
- Gli esploratori del tempo (Minutemen), regia di Lev L. Spiro – film TV (2008)
- Pete il galletto (Hatching Pete), regia di Stuart Gillard – film TV (2009)